# 254 a.C.
Il 254 a.C. (CCLIV a.C. in numeri romani) è un anno  del III secolo a.C.

## Eventi
- Roma: Tiberio Coruncanio è il primo plebeo che viene eletto pontefice massimo.
- Roma: Consoli Gneo Cornelio Scipione Asina (II) e Aulo Atilio Calatino (II)
- Prima guerra punica
  - I cartaginesi sbarcano in Sicilia e devastano Agrigento.
  - I consoli Gneo Cornelio Scipione Asina e Aulo Atilio Calatino catturano Palermo.

## Nati
- Marco Livio Salinatore, politico romano († 204 a.C.)

## Morti
- Areo II, sovrano spartano (n. 262 a.C.)